# Arnoldo Alemán
Pour les articles homonymes, voir Alemán.
José Arnoldo Alemán Lacayo, né le 23 janvier 1946 à Managua, est un homme d'État nicaraguayen.
Il est maire de Managua à partir de 1990, puis président de la république du Nicaragua de 1997 à 2001. Son gouvernement est impliqué dans plusieurs affaires de corruption.

## Situation personnelle
De parents libéraux et hauts fonctionnaires sous la dictature de la dynastie des Somoza, il occupe des postes importants dans l'administration, ainsi que dans le monde du commerce et des banques.

## Président de la République
Sa campagne électorale est en partie financée par la communauté nicaraguayenne de Miami et par les exilés cubains anticastristes, qui craignent de voir Daniel Ortega et le Front sandiniste de libération nationale accéder à nouveau au pouvoir.
Le ralentissement économique qu'a connu le pays sous la présidence de Violeta Barrios de Chamorro se prolonge par une époque marquée de corruption qui a fait d'Aleman l'un des hommes les plus riches du Nicaragua. Il laisse au Nicaragua une situation économique catastrophique.

## Corruption

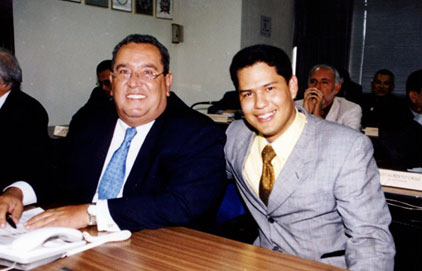
Arnoldo Alemán et le boxeur Carlos Mayorga.

Il est calculé qu'au cours de son mandat présidentiel, Arnoldo Alemán a amassé 250 millions de dollars. En 2004, l'organisation Transparency International le cite parmi les 10 dirigeants les plus corrompus que la planète ait connu au cours des 20 dernières années.
Alemán est jugé au Nicaragua pour blanchiment d'argent, enrichissement illicite, vol et abus de biens sociaux. Il est reconnu coupable et condamné à 20 ans de prison. Il est ensuite privé de liberté, mais bénéficie d'une autorisation qui lui permet de circuler librement dans la ville de Managua. La cour suprême du Nicaragua annule le 16 janvier 2009 la condamnation à 20 ans de prison qui avait été prononcée pour corruption.